# Djup hjärnstimulering
Djup hjärnstimulering är en kirurgisk behandling som innebär att elektriska impulser skickas från en pulsgenerator via elektroder till speciella områden i hjärnan för att lindra rörelsesvårigheter som vid bland annat Parkinsons sjukdom.

## Upptäckt
Vid tidigt 1950-tal upptäckte läkare att genom att försiktigt skada specifika delar av hjärnan kunde det behandla vissa rörelsestörningar, det kallas för lesionering. När de specifika delarna skadades så förbättrades även symptomen. Denna typ av operation blev ett vanligt sätt för att minska rörelseproblem som orsakats av sjukdomar som bland annat Parkinsons sjukdom. Dock var inte denna lösning idealisk eftersom det fanns skadliga biverkningar och man kunde få bestående skador som inte gick att reparera. I slutet på 1980-talet fann experter en metod som kunde ersätta lesionering med samma effekter fast mindre biverkningar och som man även kunde ångra ifall det inte fungerade. Metoden var att stimulera hjärnan med hjälp av elektriska impulser så kallat djup hjärnstimulering. Under flera år gjordes försök och positiva resultat observerades. År 1997 godkände amerikanska FDA djup hjärnstimulering som behandling för essentiell tremor och Parkinsons sjukdom med svår tremor.

Det finns ingen tydlig koppling mellan tidiga psykokirurgiska behandlingar och djup-hjärnstimulering då djup-hjärnstimulering är reversibel och skadar ingen närliggande vävnad. Trots att det inte finns någon tydlig koppling mellan behandlingarna finns det ett visst stigma inom neurovetenskapsvärlden vilket kan bero på psykokirurgins mörka historia och tid av missbruk. Det var Lars Leksells förbättring av psykokiruriska tekniker som revolutionerade den moderna psykokirurgin . Uppfinningen av stereotaktiska ramen är central för utvecklingen av tekniken då kirurgen kan med hjälp av ett tredimensionellt koordinatsystem implantera elektroder med submilimetrisk precision. Idag används även magnetresonanstomografi för att för att kartlägga neuronala nätverk vid funktionell neurokirurgi för att se vilket område som ska stimuleras .

## Placering
Det finns tre delar som opereras in i kroppen vid djup hjärnstimulering, det är elektroder, en pulsgenerator och en sladd. Elektroderna placeras i hjärnan och leder ut små impulser av elektricitet som stimulerar hjärnvävnaden nära elektroden. Endast delarna av hjärnan som är närmst elektroden stimuleras vilket gör att specifika områden kan väljas ut för att ge bästa effekt. Pulsgeneratorn är en liten låda som genererar de elektriska signaler som skickas till elektroderna. Den placeras ofta under nyckelbenet och innehåller ett batteri som håller ungefär 4 år, då behöver den bytas ut mot en ny. Pulsgeneratorn skickar ut de elektriska impulserna för att minska de oönskade symptomena. Den sista delen är en sladd som går från pulsgeneratorn till elektroderna och även den är under huden. 

## Behandling av tvångssyndrom med djup-hjärnstimmulering
För behandling av tvångssyndrom (OCD) med djup-hjärnstimmulering (DBS) gjorde FDA en hummanitarian device exemption år 2009, vilket innebär att man tillåter använde av behandlingen trots brist på evidens. Detta beror på att man anser att utan etablerad befintlig behandling för de svåraste fallen av tvångssyndrom skulle det vara oetiskt att inte tillåta djup-hjärnstimulering. Acceptansen som finns baseras på två dubbelblinda multicenterstudier som båda visade en tydlig förbättring med behandlingen. Det framkom även en tydlig diskrepans mellan targets i studierna vilket är anledningen till att det ännu inte finns en fullständigt godkännande i Europa enligt Conformité Européenne .